# CA Independiente
Club Atlético Independiente (wym. [ˈkluβ aˈtletiko indepenˈdjente]) – argentyński klub sportowy (znany głównie z sekcji piłki nożnej) z siedzibą w mieście Avellaneda, w prowincji Buenos Aires. Występuje w rozgrywkach Primera División. Domowe mecze rozgrywa na obiekcie Estadio Libertadores de América (Ricardo Enrique Bochini).

## Osiągnięcia

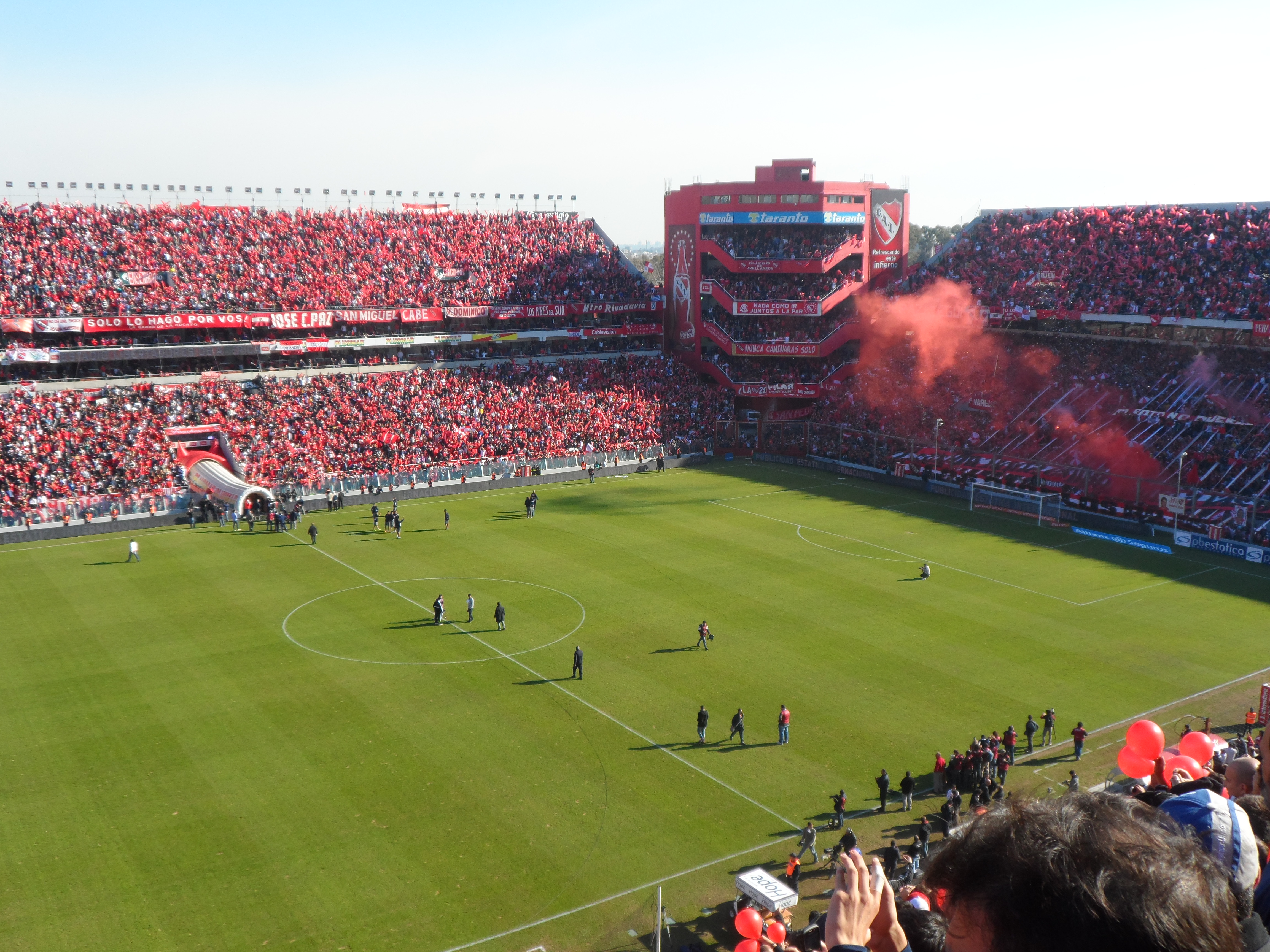

W swojej historii zdobył 16 tytułów mistrza Argentyny, co jest trzecim wynikiem w historii zawodowych rozgrywek. Klub ma też na koncie 7 zwycięstw w rozgrywkach Copa Libertadores w tym cztery sukcesy z rzędu w latach 1972–1975.
- Mistrzostwo: 1938, 1939, 1948, 1960, 1963, Nacional 1967, Metropolitano 1970, Metropolitano 1971, Nacional 1977, Nacional 1978, Nacional 1983, AFA 1988-1989, Clausura 1994, Apertura 2002

Uwaga: W latach 1967–1985 mistrzostwa Argentyny były rozgrywane dwa razy do roku w formule Metropolitano i Nacional, a od sezonu 1991/92 są rozgrywane dwa razy do roku w formule Apertura (otwierające: sierpień – grudzień) i Clausura (zamykające: luty – lipiec).
- Copa Libertadores: 1964, 1965, 1972, 1973, 1974, 1975, 1984
- Puchar Interkontynentalny: 1973, 1984
- Supercopa Sudamericana: 1994, 1995
- Recopa Sudamericana: 1995
- Copa Interamericana: 1973, 1974, 1975
- Copa Sudamericana: 2010, 2017

## Aktualny skład
Stan na 1 września 2022.
| Nr | Poz. | Piłkarz           |
| -- | ---- | ----------------- |
| 1  | BR   | Sebastián Sosa    |
| 2  | OB   | Joaquín Laso      |
| 3  | OB   | Gonzalo Asís      |
| 4  | OB   | Edgar Elizalde    |
| 5  | OB   | Lucas Rodríguez   |
| 7  | NA   | Damián Batallini  |
| 9  | NA   | Leandro Fernández |
| 10 | PO   | Alan Soñora       |
| 11 | PO   | Juan Cazares      |
| 12 | BR   | Renzo Bacchia     |
| 13 | BR   | Milton Álvarez    |
| 14 | PO   | Lucas González    |

| Nr | Poz. | Piłkarz                 |
| -- | ---- | ----------------------- |
| 16 | NA   | Facundo Ferreyra        |
| 18 | NA   | Leandro Benegas         |
| 19 | PO   | Gabriel Hachen          |
| 20 | NA   | Rodrigo Márquez         |
| 23 | PO   | Iván Marcone            |
| 24 | OB   | Sergio Barreto          |
| 27 | PO   | Juan Pacchini           |
| 28 | OB   | Alex Vigo               |
| 29 | PO   | Lucas Romero (kapitan)  |
| 31 | OB   | Patricio Ostachuk       |
| 33 | OB   | Juan Manuel Insaurralde |
| 35 | PO   | Tomás Pozzo             |